# Санто Стефано ал Маре
Санто Стефано ал Маре (итал. Santo Stefano al Mare) је насеље у Италији у округу Империја, региону Лигурија.
Према процени из 2011. у насељу је живело 1842 становника. Насеље се налази на надморској висини од 16 м.

## Становништво
Према резултатима пописа становништва 2011. у општини је живело 2.239 становника.
| 1931. | 1936. | 1951. | 1961. | 1971. | 1981. | 1991. | 2001. | 2011. |
| ----- | ----- | ----- | ----- | ----- | ----- | ----- | ----- | ----- |
| 751   | 862   | 1.018 | 1.581 | 1.887 | 2.211 | 2.156 | 2.073 | 2.239 |